# Скириченко Роман Анатолійович
Рома́н Анато́лійович Скириче́нко — старшина Збройних сил України.
Мобілізований у квітні 2014-го Дніпропетровським РВК, старший вогнеметник вогнеметного взводу. В ході бою був поранений — наскрізне осколкове ураження передньої черевної стінки.

## Нагороди
14 листопада 2014 року за особисту мужність і героїзм, виявлені у захисті державного суверенітету та територіальної цілісності України, вірність військовій присязі під час російсько-української війни, відзначений — нагороджений орденом «За мужність» III ступеня.